# Armee Ostpreußen
L'Armee Ostpreußen fu un'armata campale dell'esercito tedesco, attiva durante la seconda guerra mondiale che venne creata nell'aprile 1945 e schierata in Prussia orientale, dove si arrese nel maggio 1945.

## Storia
L'armata fu formata il 7 aprile 1945, dall'alto comando della 2. Armee e poi assorbì anche i resti della 4. Armee. Dopo aver perso Danzica e Gotenhafen alla fine di marzo 1945, l'armata fu isolata nella baia di Danzica, dove si arrese l'8 maggio 1945.

## Ordine di battaglia
- VI. Armeekorps
- XXVII. Armeekorps

- Generalkommando Hela
- XXIII. Armeekorps
- LV. Armeekorps
- XVIII. Gebirgs-korps
- IX. Armeekorps
- 102. Infanterie-Division
- Division z.b.V. 607
- 10. Radfahr-Jäger-Brigade[1]

## Comandanti
- General der Panzertruppe Dietrich von Saucken (7 aprile 1945 - 8 maggio 1945)[1]